# Харкнесс, Альберт
Альберт Харкнесс (англ. Albert Harkness; 6 октября 1822 – 27 мая 1907) — американский филолог-классик и педагог. Был профессором греческого в Брауновском университете, одним из основателей Американской филологической ассоциации Американской школы классической филологии в Афинах.

## Ранняя биография
Альберт Харкнесс родился в Мендоне, в штате Массачусетс. Учился в Аксбриджской высшей школе и Ворчестерской академии. Успешно окончил Брауновский университет в 1842 году. Харкнесс занимал должность старшего преподавателя с 1846 по 1853, и продолжил учебу в Германии в университетах Берлина, Бонна и Гёттингена. Он стал первым американцем, получившим степень в Боннском университете (Ph.D., 1854).

## Карьера
В 1855 его назначили профессором древнегреческого языка в Брауновском университете.
Он был в Европе в 1870 и 1883, иссле вопросы образования, особенно методику в английских и немецких университетах. Принимал участие в создании Американской филологической ассоциации, вице-президентом которой был в 1869—1870 и президентом в 1875—1876. Будучи членом Archaeological Institute of America, Харкнесс был назначен в 1881 в комитет по вопросу о целесообразности учреждения an Aмериканской школы классической филологии а Афинах, которую открыли в 1882 году. В 1884 изран директором этой школы. В 1869 году стал доктором права в Брановском университете.
Он часто выступал перед научными обществами. Этот ученый написал множество ценных исследовательских работ по филологии для Transactions, научного журнала Американской филолгической ассоциации, и с 1851 опубликовал серию учебников по латыни, которые знаменовали начало новой эры в развитии американской латинистики.

## Смерть
Харкнесс умер в Провиденсе 27 мая 1907.

## Работы
- First Latin Book (1851)
- «First Greek Book» (1860, 1885 revised)
- Second Latin Book and Reader (1853)
- A Latin Grammar for Schools and Colleges (1864)
- a Latin Reader (1865)
- Introduction to Latin Composition (1868, 1888)
- annotated editions of Cæsar’s De Bello Gallico (1870, 1886)
- select orations of Cicero Cicero (1873, 1882)
- Sallust's Catilina (1878, 1884)
- an annotated Course in Latin Prose Authors (1878)
- a standard Latin Grammar (1864, 1881), published in a thorough revision with many additions as A Complete Latin Grammar (1898)